# Jack Thompson (giocatore di football americano)
Jack Thompson (Tutuila, 19 maggio 1956) è un ex giocatore di football americano samoano americano che ha giocato nel ruolo di quarterback nella National Football League (NFL). Fu scelto come terzo assoluto del Draft NFL 1979 dai Cincinnati Bengals. Al college giocò a football alla Washington State University.

## Carriera professionistica
Thompson fu scelto come terzo assoluto nel Draft 1979 dai Cincinnati Bengals ma malgrado le alte aspettative non riuscì mai a imporsi nel gioco professionistico. Nel 1983 passò ai Tampa Bay Buccaneers dove divenne il quarterback titolare, ma fu sostituito nella stagione successiva da Steve DeBerg, ritirandosi a fine anno. ESPN lo ha classificato come la ventiseiesima peggiore scelta del draft di tutti i tempi.

## Palmarès
- Numero 14 ritirato dai Washington State Cougars

## Statistiche
| Yard passate  | 5.315 |
| Touchdown     | 33    |
| Intercetti    | 45    |
| Passer rating | 63,4  |